# Гологляг
Гологля́г — деревня в Гдовском районе Псковской области России. Входит в состав Самолвовской волости Гдовского района.

## География
Расположена на юго-западе района, в 7 км к востоку от волостного центра Самолва, в 3 км к западу от деревни Ремда.

## Население
Численность населения деревни на 2000 год составляла 2 человека, по переписи 2002 года — 2 человека.

## История
До 2005 года деревня входила в состав ныне упразднённой Ремдовской волости.